# Donjon de Fauguerolles
Le donjon de Fauguerolles se situe à Fauguerolles sur le territoire de la commune de La Croix-Blanche, dans le département de Lot-et-Garonne et la région Nouvelle-Aquitaine. 

## Histoire
Le château a été édifié sur l'ancienne route romaine reliant Agen, Eysses et Périgueux par une famille qui tenait le fief en coseigneurie. 
En 1259, les frères Arnaud et Gaufred rendent hommage pour le castrum de Falgairolas. Il est confisqué quelques années plus tard par le roi d'Angleterre qui le donne à Guillaume Montravel. Le castrum devait être à l'origine un village fortifié.
La seigneurie de Fauguerolles a été divisée entre plusieurs coseigneurs : les Fauguerolles, les Durfort, les Montpezat-Laugnac, les Sarrau-d'Arasse, les Chazeron, les Rovignan, les Monfabès, les Leguet, les Du Bernet, les d'Esparbès de Carbonneau, les de Nort, les de Galibert, les Hugon de Latour, les de Raigniac.
La tour se dresse à quelques mètres du village de Fauguerolles et n'a pas dû faire partie du castrum.
Bien qu'il n'y ait aucun document concernant la construction de la tour, son architecture semble la dater de la fin du XIIIe siècle ou du début du XIVe siècle. Elle a dû être modifiée ensuite pour la rendre habitable, à une période où vivait Jean de Monfabès au château de Fauguerolles (1376), à moins qu'il s'agisse de Bertrand de Fauguerolles qui vivait en même temps.
La plus grande partie de l'enceinte et des constructions qui complétaient ce petit logis ont dû disparaître après 1592 car, à cette date, la garnison a été prévenue de se tenir sur ses gardes.
Au début du XVIIIe siècle, il ne doit plus rester que la tour, car, lorsque les biens du comte de Laugnac sont saisis, en 1715, les juges des Requêtes du Palais de Paris ont commandé de faire des travaux de réparation dans différents biens saisis, dont Fauguerolles. Le devis des travaux à réaliser fait par les sieurs Pierre Richefort, Jean Dubenqua et Michel Martin, maçon, charpentier et couvreur, permet de se rendre compte qu'il n'y avait déjà plus de planchers et qu'elle est couverte d'une toiture à pavillon. Il existait encore une chapelle à côté qui devait être dédiée à Notre-Dame.
Au XIXe siècle, la vieille tour a appartenu à la famille de Galibert.
Le donjon de Fauguerolles a reçu le prix Demeures et châteaux du Soleil de l'association Vieilles maisons françaises, en 1989.
Le château a été inscrit au titre des monuments historiques en 1950.

## Description
Le château de Fauguerolles consiste en une tour quadrangulaire de trois étages non voûtés. Deux de ses angles sont renforcés par des contreforts.
La porte d'entrée du rez-de-chaussée est à cintre brisé côté nord. La salle du rez-de-chaussée n'est éclairée que par la porte et deux meurtrières. Les dimensions en plan intérieures sont de 6,40 m par 7,50 m L'épaisseur des murs est de 1,20 m. 
On ne voit plus l'accès au premier étage, peut-être par un escalier en bois ou par le château qui a disparu. Seul le premier étage devait être habitable. Le deuxième et troisième étages n'ont rien de remarquable. On peut voir que la tour a été reliée à un autre bâtiment du côté opposé aux contreforts.
Une fenêtre géminée a probablement été refaite au XVe siècle.